# Claire Waysand
Claire Waysand, française, née le 4 juillet 1969, est économiste et haut-fonctionnaire, actuellement directrice générale adjointe et secrétaire générale du groupe Engie. Elle est par ailleurs membre du Cercle des économistes.

## Biographie
Née d'un père physicien et d'une mère professeure de psychopédagogie, Claire Waysand est diplômée de l'École polytechnique, de l'ENSAE ParisTech, titulaire d'un doctorat en sciences économiques  sur la thématique de "la réallocation de la main d'œuvre dans la transition en Russie" de l'université Paris X.
Après quatre années passées à l'Insee, elle rejoint en 1997 la direction générale du Trésor. Elle y exerce les responsabilités de sous-directrice des affaires européennes en 2004, puis de cheffe du service des affaires européennes et des politiques macroéconomiques en 2007.
De 2009 à 2012, Claire Waysand est sous-directrice au département de la stratégie, des politiques et de l'évaluation du Fonds monétaire international (FMI).
Sympathisante de gauche, elle devient en 2013 numéro deux du cabinet Jean-Marc Ayrault, alors Premier ministre. En avril 2014, elle est nommée directrice de cabinet du ministère de l'Économie et des Finances, dirigé par Michel Sapin. En juillet 2016, elle est nommée à l'inspection générale des finances.
Le 1er octobre 2019, elle devient directrice générale adjointe et secrétaire générale d'Engie, en remplacement de Pierre Mongin. Le 6 février 2020, le conseil d'administration d'Engie annonce qu'elle occupera la fonction de directrice générale par intérim en remplacement d'Isabelle Kocher en poste depuis mai 2016 et dont le mandat n'est pas renouvelé.

### Vie privée
Mariée à un économiste américain, elle a deux enfants.

## Distinctions
- Chevalier de la Légion d'honneur le 14 avril 2017[8]